# Axel Vilhelm Burén
Axel Vilhelm Burén, född 25 februari 1807 i Hällestads församling, Östergötlands län, död 6 oktober 1870 i Stjärnorps församling, Östergötlands län, var en svensk godsägare.

## Biografi
Burén föddes 1807 i Hällestads församling. Han var son till brukspatronen Adolf Burén. Burén blev 1825 student vid Uppsala universitet och avlade hovrättsexamen 1827, juridisk filosofisk examen 1829, juris kandidatexamen 1831 och juris licentiatexamen 1837. Han blev senare auskultant i Svea hovrätt.
Burén var en godsägare och fick gårdarna Götevi säteri i Ekeby socken 1848, Laggarp i Åsbo socken 1848, Sättra säteri i Röks socken 1848, Grytgöl i Hällestads socken 1850, Flemma i Stjärnorps socken 1850, Bölnorp i Sjtärnorps socken 1850 och Berg i Vreta klosters socken 1850. Han avled på Flemma i Stjärnorps församling 1870.